# Bugha al-Kabir
Bugha al-Kabir (en árabe: بوقا الكبير), Bugha el Grande o Bugha el Viejo, y también conocido como Bugha al-Turki (en árabe: بوقا التركي), Bugha el Turco (c. 770 – 862), fue un general turco del siglo IX que sirvió al califato abasí en el curso del siglo IX.

## Historia
Era de origen turco y fue adquirido junto con sus hijos como esclavo militar (ghulam) por al-Mu'tasim en 819-820. Es mencionado por primera vez en 825, y luego nuevamente en 835, cuando dirigió los refuerzos en la lucha contra los rebeldes kurramitas de Babak Khorramdin. Bugha también participó en la campaña de Amorio de Mu'tasim en 838, donde lideró la retaguardia y más tarde sirvió como chambelán del califa. En 844-845, reprimió una revuelta de las tribus beduinas de Arabia central.
Luego jugó un papel importante en la represión de la revuelta armenia de 850-855. En 852 el califa al-Mutawakkil le confió su represión. Partiendo de su base en Diyar Bakr, primero se centró en la mitad sur de Armenia, es decir, las regiones de Vaspurakan y el lago Van, antes de moverse hacia el norte a Dvin, Iberia caucásica y Albania caucásica. Durante estas campañas, también derrotó al renegado emir de Tiflis, Ishaq ibn Isma'il, y saqueó y quemó Tiflis. A finales de 853, había sometido al país y había hecho cautivos a muchos magnates y príncipes caucásicos (los eristavi y los najarar), incluyendo a Grigor-Derenik Artsruni, su tío Gurgen y su padre Ashot I, que fueron enviados a la capital califal de Samarra.
Bugha fue enviado a la frontera ([thughur) contra el Imperio bizantino en 857-858, donde se distinguió por su bravura y donde permaneció durante los siguientes años. Por tanto, estaba ausente de Samarra en el momento del asesinato de Mutawwakil, pero regresó inmediatamente después de enterarse. Tras la muerte del heredero de Mutawwakil, al-Muntasir, unos meses más tarde, Bugha y los otros comandantes turcos del ejército abasí seleccionaron a al-Musta'in como su sucesor (ver 'Anarquía en Samarra'). Bugha murió unos meses después, en agosto de 862, supuestamente a una edad de 'más de 90 años [lunares]'. Su hijo Musa, y los hijos de su hijo, ascendieron a altos cargos judiciales y militares en Samarra a finales del siglo IX.